# S/2004 S 36
S/2004 S 36 – mały księżyc Saturna, odkryty przez Scotta S. Shepparda, Davida Jewitta i Jana Kleynę na podstawie 14 obserwacji przeprowadzonych za pomocą Teleskopu Subaru w latach 2004–2007. Jego odkrycie zostało ogłoszone 8 października 2019 roku w biuletynie elektronicznym Minor Planet Electronic Circular.
Należy do grupy nordyckiej księżyców nieregularnych Saturna, poruszających się ruchem wstecznym. Charakteryzuje go największy mimośród spośród znanych naturalnych satelitów tej planety.